# Ivy Close
Ivy Close est une actrice britannique née le 15 juin 1890 à Stockton-on-Tees et décédée le 4 décembre 1968 à Goring-on-Thames.

## Biographie
Ivy Close gagne le concours de beauté du Daily Mirror en 1911. Elwin Neame, photographe au Daily Mirror la fait tourner dans son premier film, Dream Paintings en 1912. Cecil Hepworth la fait ensuite tourner dans The Lady of Shalott.
Avec son mari, Elwin Neame, elle fonde la société Ivy Close Productions et tourne différents films dont A Girl from the sky. Elle tourne en Floride pour Kalem en 1915 et revient auprès de son mari et ses deux fils, Ronald et Derick en 1916. Elle est ensuite engagée par Broadwest et joue dans Nelson avant de passer aux Master Films et de tourner dans une adaptation de A Peep Behind the Scenes. En 1919, elle tourne pour Baker et est ensuite engagée par Abel Gance pour La Rose du Rail. Elle est ensuite engagée par Stoll en Angleterre.
Elle est considérée comme actrice majeure du cinéma britannique dans les années 1920,.

## Filmographie

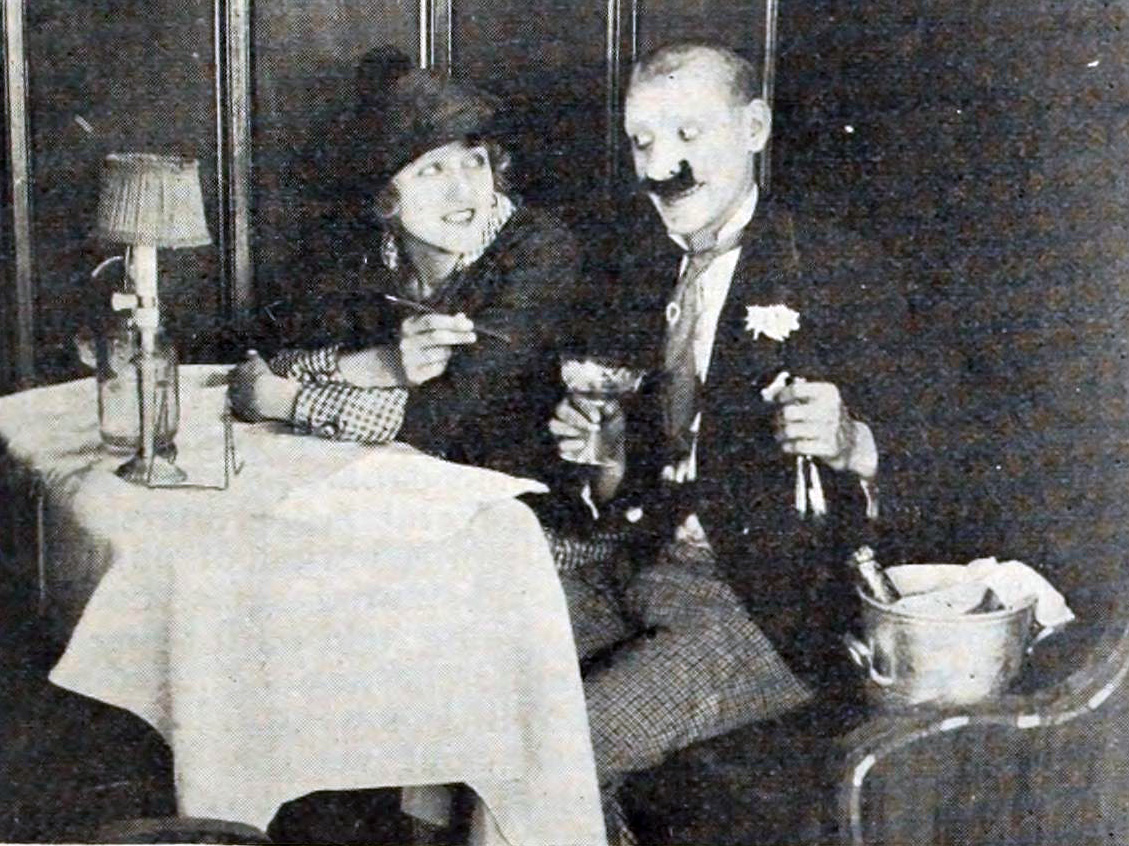
Ivy Close dans The Girl and the Tenor, 1916.

- 1912 : Dream Paintings d'Elwin Neame
- 1912 : Ghosts de Hay Plumb
- 1912 : Pygmalion and Galatea
- 1912 : The Lady of Shalott d'Elwin Neame
- 1912 : The Sleeping Beauty d'Elwin Neame
- 1913 : At the Foot of the Scaffold
- 1913 : La Cigale d'Elwin Neame
- 1913 : Mifanwy : A Tragedy d'Elwin Neame
- 1913 : The Legend of King Cophetua
- 1914 : Ghosts d'Elwin Neame
- 1914 : Ivy's Elopement
- 1914 : The Girl from the Sky
- 1914 : The Hon. William's Donah
- 1914 : The Lure of London : Daisy Westbury
- 1914 : The Terrible Twins
- 1914 : Two Elderly Cupids
- 1915 : Darkest London : or, The Dancer's Romance : Mabel Carstairs
- 1915 : The Haunting of Silas P. Gould
- 1916 : Daisy, the Demonstrator
- 1916 : He Wrote Poetry
- 1916 : Meter in the Kitchen
- 1916 : Peaches and Ponies
- 1916 : Rival Artists
- 1916 : Stolen Plumage
- 1916 : Tangled by Telephone
- 1916 : That Pesky Parrot
- 1916 : The Battered Bridegroom
- 1916 : The Girl and the Tenor
- 1916 : The Mysterious Double
- 1916 : The Stolen Jail
- 1917 : The Adventures of Dick Dolan
- 1917 : The House Opposite : Mme Rivers
- 1917 : The Ware Case : Marian Scales
- 1918 : A Peep Behind the Scenes : Norah Joyce
- 1918 : Adam Bede de Maurice Elvey : Hetty Sorrel
- 1918 : Nelson de Maurice Elvey : Mme Nesbit
- 1919 : Darby and Joan de Percy Nash : Sheila Moore
- 1919 : Her Cross de A. V. Bramble : Bess
- 1919 : Missing the Tide de Walter West : Letty Fairfax
- 1919 : The Flag Lieutenant : Lady Hermione Wynn
- 1919 : The Irresistible Flapper de Frank Wilson : Audrey Tremayne
- 1920 : The Worldlings d'Eric Harrison : Lady Helen Cleve
- 1922 : Expiation de Sinclair Hill : Eva Mornington
- 1922 : Was She Justified ? de Walter West
- 1923 : La Roue d'Abel Gance : Norma
- 1928 : Die Hölle der Jungfrauen de Robert Dinesen
- 1928 : Der fidele Bauer de Franz Seitz